# Olearia telmatica
Olearia telmatica (Engels: shell akeake of swamp akeake) is een plantensoort uit de composietenfamilie (Asteraceae). Het is een kleine boom die een groeihoogte tussen 4 en 8 meter kan bereiken. De bomen hebben vaak een holle stam en de schors heeft een lichtgrijze kleur. De bladeren zijn leerachtig en donkergroen, aan de onderkant witachtig. De geelachtige bloemen groeien in kleine trossen die aan het einde van de winter verschijnen. De zaden zijn pluizig.
De soort komt voor op de Chathameilanden, gelegen in de Stille Oceaan ten oosten van Nieuw-Zeeland. Hij groeit daar in moerasbossen die zich ontwikkelen op plekken die seizoensgebonden overstromen zoals bij randen van meren, vijvers, langzaam stromende beken en rond bronnen.